# 이국주 선생 묘
이국주 선생 묘는 대한민국 경기도 포천시 화현면 지현리에 있다. 1986년 4월 9일 포천시의 향토유적 제37호로 지정되었다.

## 개요
조선전기 이국주 부부의 합장묘이다.